# Semana Santa en Jumilla
La Semana Santa de Jumilla cuenta con más de 600 años de historia, es una de las más antiguas de España y está declarada de Interés Turístico desde febrero de 1980, de Interés Turístico Nacional desde diciembre de 2003 y de Interés Turístico Internacional desde mayo de 2019, siendo también reconocida con la Medalla de Oro de la Región de Murcia en el año 2000. 
Es la celebración o acontecimiento más importante de cuantos se llevan a cabo en la ciudad a lo largo del año, y es así mismo, la fiesta más importante de la localidad por su historia, tradición, arraigo popular, devoción y patrimonio cultural y artístico. Participan más de tres mil nazarenos. 
La celebración de la Semana Santa en Jumilla comienzan el Viernes de Dolores y se extiende hasta el Domingo de Resurrección.

## Historia
La celebración popular de procesiones de Semana Santa en Jumilla tiene sus orígenes en las predicaciones realizadas por el fraile dominico San Vicente Ferrer los días 18, 19 y 20 de abril de 1411. Tras la visita del santo valenciano, y por inspiración del mismo, es edificada la Iglesia de Santa María del Rosario en 1430, que serviría como nueva Parroquia Mayor de la Villa y sede de la recién fundada Cofradía de Nuestra Señora del Rosario, datando del año 1511 el testimonio documental más antiguo conservado de la celebración de la Semana Santa en la ciudad.

## Hermandades y cofradías
La Semana Santa de Jumilla se encuentra compuesta por 20 hermandades y cofradías, integradas todas ellas en la Junta Central de Hermandades y Cofradías de Semana Santa. 
- Cofradía de la Samaritana y Cristo Humillado (segunda mitad del siglo XIX, anterior a 1871)
- Cofradía de la Oración del Huerto y Cruz Triunfante (1928)
- Hermandad Beso de Judas (1978)
- Real Cofradía de Jesús Prendido y Santísima Virgen de la Piedad (1850)
- Cofradía de Jesús ante Herodes (1984)
- Hermandad de San Juan Apóstol (1863)
- Cofradía de la Santísima Virgen del Primer Dolor, Unción de Jesús en Betania y Virgen Gloriosa (1875)
- Hermandad del Cristo Amarrado a la Columna (1848)
- Cofradía del Ecce-Homo (1941) "Cofradía del Rollo"
- Cofradía del Santísimo Cristo de la Sentencia (1978)
- Hermandad Santísimo Cristo de la Caída (1848)
- Cofradía de Jesús Nazareno (1801)
- Cofradía del Santo Costado de Cristo (1963)
- Hermandad del Santísimo Cristo de la Salud (1882)
- Hermandad de Santa María Magdalena (1882)
- Hermandad Penitencial Santísimo Cristo de la Vida (1971)
- Hermandad de Nuestra Señora la Santísima Virgen de la Soledad (siglo XVII)
- Hermandad de la Vera Cruz y Santo Sepulcro (finales del siglo XVI - principios del siglo XVII)
- Cofradía de Nuestro Padre Jesús de la Redención (2007)
- Cofradía de la Guarda del Cuerpo de Cristo (2009)

## Procesiones
Las procesiones son el Martes Santo, donde pasean los penitentes con cadenas por el casco antiguo del municipio, Miércoles Santo en la noche, Jueves en la Noche donde se conmemora La Última Cena, Viernes en la mañana y en la noche donde salen las manolas que lloran la muerte de Jesús; y Domingo de Resurrección donde se encuentra la cofradía (agrupación de personas) de La Virgen y la Cofradía del Señor Jesucristo

## Viernes de Dolores

### Solemne Vía Crucis
- Origen: siglo XX (1994)
Durante la tarde del Viernes de Dolores a lo largo de las calles y plazas de Jumilla se preparan catorce altares donde son colocadas por sus Hermandades imágenes y pasos participantes en las procesiones de Semana Santa alusivos a las estaciones del Vía Crucis. Los altares son presididos por las imágenes y engalanados con candelabros, manteles de altar, ricas telas y flores, así mismo los vecinos colaboran en la ornamentación de los diferentes altares.
Preside el rezo del Vía Crucis la imagen de Cristo Crucificado, portado por una hermandad jumillana conforme al orden establecido, que al llegar frente a cada altar descansa para ser rezada y meditada su correspondiente estación.
Acompañan el cortejo los estandartes de las hermandades e imágenes participantes para acompañar a estas en el rezo ante su altar.
- Horario: 21.30 horas, desde la Iglesia Mayor de Santiago
- Itinerario: Iglesia Mayor de Santiago (Puerta sur), Santiago, Plaza Arriba, Salvador Pérez de los Cobos, San Roque, Plaza de la Constitución, Cánovas del Castillo, Pasos, finalizando en la Iglesia de El Salvador
- Preside:
- 1. Santísimo Cristo del Perdón (José Antonio Hernández Navarro, 2009). Junta Central de Hermandades y Cofradías de Semana Santa

## Domingo de Ramos
- Domingo de Ramos:

### Entrada de Jesús en Jerusalén
- Origen: siglo XIX
Procesión de las Palmas
Existe constancia documental de la organización a principios del siglo XVI (1521) de la Procesión de Domingo de Ramos y Bendición de Las Palmas en Jumilla, pero será a partir de 1848 con la fundación de la Hermandad de Ntro. Padre Jesús Nazareno a la Columna cuando la Procesión adquiera su configuración y desarrollo característico que ha llegado hasta la actualidad. La misma se configura como una escenificación viviente del pasaje bíblico de la Entrada de Jesús en Jerusalén por medio de actores que dan vida a Jesús y a los doce Apóstoles. En su origen a mediados del siglo XIX es esta Hermandad la encargada de la organización de la Procesión y son sus hermanos los encargados de encarnar los papeles de esta representación, consistiendo esta en la participación de Cristo a lomos de una "burrica" acompañado de los doce Apóstoles portando Palmas que ataviados con vestimentas judaizantes acompañan a Jesús en su Entrada en la ciudad de Jerusalén, siendo esta una de las más peculiares procesiones y escasas representaciones con esta concepción que tienen lugar en España. La Banda de Cornetas y Tambores de la Sección de Armaos de la Hermandad del Stmo. Cristo Amarrado a la Columna acompañan el cortejo desde su origen e interpretan típicas y populares marchas. Actualmente es la Junta Central de Hermandades la encargada de organizar esta Procesión y al final de la Procesión aparece una representación completa vistiendo las túnicas correspondiente a cada una de las Hermandades, Cofradías o Pasos que conforman la Junta Central de Hermandades de Semana Santa de Jumilla.
- Horario: 12:00 horas, desde la Iglesia de San Juan Bautista
- Itinerario: Iglesia de San Juan Bautista, Pío XII, Plaza del Rollo, Cánovas del Castillo, Plaza de la Constitución, Castelar, Santa María, Cuatro Cantones, finalizando en la Iglesia Mayor de Santiago (Puerta Norte).
Cortejo
- Cruz Guía de la Junta Central de Hermandades.
- Banda de Cornetas y Tambores de ¨Los Armaos¨.
- Niños y niñas vestidos de hebreos portando palmas y ramas de olivo.
- Pueblo y fieles portando palmas y ramas de olivo
- Apóstoles portando palmas.
- Jesús a lomos de una "burrica"
- Autoridades civiles y religiosas
- Representación de la Junta Central de Hermandades vistiendo las túnicas de las diferentes Hermandades y Pasos.
- Acompañamiento musical.

### Bajada del Cristo Amarrado a la Columna
- Origen: siglo XIX (1851)
- Organiza: Hermandad del Cristo Amarrado a la Columna
- Horario: 20:00 horas, desde la Ermita de San Agustín (A esa hora llega a la ermita)
- Itinerario: Parte desde el Monasterio de Santa Ana del Monte, Ermita de San Agustín, Avenida de la Asunción, Cánovas del Castillo, Plaza de la Constitución, San Roque, Salvador Pérez de los Cobos, Plaza de Arriba, Santiago, finalizando en la Iglesia Mayor de Santiago (Puerta Sur)
- Imagen: 
- Santísimo Cristo Amarrado a la Columna (Francisco Salzillo y Alcaraz, 1756). Hermandad del Cristo Amarrado a la Columna

## Lunes Santo

### Procesión de las Promesas del Santo Rosario
siglo XXI (2019)
- Horario: 22:30 h, Rezo de Vísperas en el Convento de San José / 22:50 h, Procesión de las Promesas del Santo Rosario desde el Convento de San José / 00:30 h, Rezo de Completas en la Capilla del Asilo.
- Itinerario: Convento de San José, Barón del Solar, San Antón, placeta, Infante Don Fadrique, Ntra. Sra. de la Fuensanta, Jardín del Barrio San Antón, Poeta Vicente Medina, Isaac Peral, Don Pedro Jiménez, Santo Tomás, Hermanitas, San Antón, finalizando en la Capilla del Asilo.
- Pasos: 
- 1. Nuestra Señora de los Dolores del Calvario (Anónimo, siglo XIX). Real Cofradía de Jesús Prendido y Santísima Virgen de la Piedad

## Martes Santo

### Procesión del Silencio o de los "penitentes"
siglo XIX (1845)
El Santísimo Cristo de la Vida recorre las calles de Jumilla en un silencio interrumpido únicamente por los golpes del tambor.
- Horario: 23.30 horas, Celebración Penitencial / 00:00 horas, Procesión del Silencio desde la Iglesia Mayor de Santiago
- Itinerario: Iglesia Mayor de Santiago (Puerta Sur), dando la vuelta al atrio o “losao”, Puerta Norte o del Perdón, Cuatro Cantones, Santa María, Cuesta del Cura, Santiago, Plaza Arriba, Salvador Pérez de los Cobos, San Roque, Plaza de la Constitución, Labor, Canalejas, Amargura, Calvario, Plaza del Cabecico, Cabecico, Travesía de la Amargura, Primer Distrito, Travesía de Cruces, Cruces, Miguel Trigueros, finalizando en la Iglesia Mayor de Santiago.
- Pasos:
- 1. Santísimo Cristo de la Vida (José Planes Peñalver, 1946). Hermandad Penitencial Stmo. Cristo de la Vida
- 2. Ntra. Señora de la Esperanza (Ramón Cuenca Santo, 2001). Hermandad Penitencial Stmo. Cristo de la Vida

## Miércoles Santo

### "El Prendimiento"
- Origen: siglo XIX (1850)
En la tarde de miércoles Santo, tradicionalmente se viene celebrando, desde la segunda mitad del siglo XIX (1850), la representación del Drama Sacro “El Prendimiento”. La obra es un drama religioso  en ocho cuadros, escritos en verso, que comienza en el salón del Consejo de Caifás, y termina en el Pretorio después de la sentencia de Pilatos. La obra es una selección de cuadros y escenas del drama Sacro-bíblico "La Pasión de Jesús", de Antonio Altadill (Madrid, 1855), con música del maestro Cepeda, estrenado en el Teatro Princesa de Valencia, el cual, a la vez se inspiró en la "Pasión de Jesús" de Fray Jerónimo de la Merced. A la obra original se le ha añadido la escena primera del segundo cuadro, debida al periodista jumillano José María Martínez Iñiguez, en la que interviene Lucifer en un largo parlamento escrito en verso. Se inspiró para ello en la novela "El Mártir del Gólgota" de Enrique Pérez Escrich.
Originariamente era representado por la Hermandad de Nuestro Padre Jesús Nazareno a la Columna en la fachada del desamortizado Convento de las Cinco Llagas, trasladándose posteriormente a la Plaza de Arriba, teniendo como marco incomparable el antiguo Palacio del Concejo (siglo XVI). 
- Horario:
17:30 horas, en la Plaza de Arriba

### Procesión de Jesús Prendido
- Origen: siglo XIX (1850)
- Horario: 22:00 horas, desde la Iglesia de El Salvador
- Itinerario: Iglesia de El Salvador, Canalejas, Esteban Tomás, San Roque, Plaza de la Constitución, Cánovas del Castillo (Feria), Plaza de la Glorieta, Cánovas del Castillo, Verónica, Canalejas, finalizando en la Iglesia de El Salvador.
- Pasos:
- 1. La Samaritana (José Lozano Roca, 1949). Cofradía de la Samaritana y Cristo Humillado
- 2. Unción de Jesús en Betania (Jesús Azcoytia, 1987). Cofradía de la Santísima Virgen del Primer Dolor
- 3. Santa Cena (Manuel Biot Rodrigo, 1975). Cofradía del Santo Costado de Cristo
- 4. Oración del Huerto (Francisco Buiza, 1976). Cofradía de la Oración del Huerto y Cruz Triunfante
- 5. Beso de Judas (Mariano Spiteri Sánchez, 1989). Hermandad Beso de Judas
- 6. Jesús Prendido (Ignacio Pinazo Martínez, 1952). Real Cofradía de Jesús Prendido y Stma. Virgen de la Piedad
- 7. Negación de San Pedro (José Antonio Hernández Navarro, 1993). Cofradía del Rollo
- 8. Jesús ante Herodes (Jesús Azcoytia, 1985). Cofradía de Jesús ante Herodes
- 9. San Juan Apóstol (Román y Salvador, 1942). Hermandad de San Juan Apóstol
- 10. Virgen del Primer Dolor (José Sánchez Lozano, 1941). Cofradía de la Santísima Virgen del Primer Dolor

## Jueves Santo

### Visita a los Monumentos "Las Manolas"
- Origen: siglo XIX
Durante la tarde de Jueves Santo las distintas Hermandades y Cofradías visitan los Monumentos Eucarísticos instalados en las iglesias y capillas de la ciudad. 
Las Hermandades desfilan por las señoriales calles de Jumilla salpicadas de casonas  a ritmo de pasodoble que interpretan las bandas de música que acompañan a las Hermandades. 
De entre todos los pasodobles interpretados destaca la pieza "Mantillas de Jueves Santo" compuesta en 1946 por el inmortal maestro jumillano D. Julián Santos Carrión, una de las principales figuras y referentes musicales de la Región de Murcia en el siglo XX, con letra del poeta jumillano Rafael Soria. La pieza forma parte de la zarzuela de costumbres "La Moza de la Dehesilla" estrenada en el Teatro Moderno de Jumilla el 26 de junio de 1946. Este pasodoble tiene la consideración popular de himno de la Semana Santa jumillana.
Al frente de las distintas comitivas de cada Hermandad figura su estandarte, el cual desfila al ritmo de la música. Los hombres visten la túnica de la Hermandad, sin capuz, y las mujeres visten de riguroso luto con el tradicional atuendo de ¨Manola¨ española con teja y mantilla.
Al llegar a cada iglesia se dirige un rezo comunitario por parte de la Hermandad al Santísimo Sacramento que se encuentra en el Monumento.
Esta tradición hunde sus raíces en la segunda mitad del siglo XIX, pero tiene su máximo esplendor en las décadas de 1920 y 1930 con la sana rivalidad existente entre las Hermandades de San Pedro y Santa María Magdalena que competían ver quien tenía más hermanos, las más bellas ¨manolas¨, las mejores bandas de música o suntuosos floreados.
- Horario: 
17.30 horas
- Cofradía de Jesús Nazareno, desde la Plaza de Arriba
- Hermandad del Cristo Amarrado a la Columna, desde el Teatro Vico
- Cofradía del Rollo, desde la Plaza del Rollo
- Junta Central de Hermandades, desde la Plaza de la Constitución

18.45 horas
- Hermandad de Santa María Magdalena, desde la Iglesia de San Juan

### Procesión de la Amargura
- Origen: siglo XV (1411)
- Horario: 22.30 horas, desde la Iglesia de Santa María del Rosario
- Itinerario: Iglesia de Santa María, Santa María, Castelar, Salvador Pérez de los Cobos, San Roque, Plaza de la Constitución, Cánovas del Castillo (Feria), Plaza de la Glorieta, Cánovas del Castillo, Verónica, Canalejas, finalizando en la Iglesia de El Salvador
- Pasos:
- 1. Cristo Humillado (Mariano Spiteri Sánchez, 2003). Cofradía de la Samaritana y Cristo Humillado
- 2. Cristo Amarrado a la Columna (Francisco Salzillo y Alcaraz, 1756). Hermandad del Cristo Amarrado a la Columna
- 3. Coronación de Espinas (Mariano Spiteri Sánchez, 1982). Hermandad Beso de Judas
- 4. Ecce-Homo (Juan González Moreno, 1942). Cofradía del Rollo
- 5. Cristo de la Sentencia, (Javier Santos de la Hera, 1979). Cofradía del Stmo. Cristo de la Sentencia
- 6. Cristo de la Caída (Anónimo, finales del siglo XVIII). Hermandad del Stmo. Cristo de la Caída
- 7. Cristo de la Misericordia (José Antonio Hernández Navarro, 1992). Hermandad de San Juan Apóstol
- 8. Hijas de Jerusalén (Francisco Limón Parra, 2003-2005). Cofradía del Santo Costado de Cristo
- 9. Jesús de Pasión (Francisco Limón Parra, 1999).  Cofradía de Ntro. Padre Jesús Nazareno
- 10. La Verónica (Francisco Liza Alarcón, 1998). Cofradía de Ntro. Padre Jesús Nazareno
- 11. Ntro. Padre Jesús Nazareno (Ignacio Pinazo Martínez, 1943). Cofradía de Ntro. Padre Jesús Nazareno
- 12. Virgen de la Amargura (Francisco Limón Parra, 1996). Cofradía de Ntro. Padre Jesús Nazareno

## Viernes Santo

### Procesión del Calvario
- Origen: siglo XVII
- Horario: 11.00 horas, desde la Iglesia de El Salvador
- Itinerario: Iglesia de El Salvador, Pasos, Plaza de la Glorieta, Cánovas del Castillo (Rollo), Canónigo Lozano, Canalejas, Pasos, Calvario, Cruces, Salvador Pérez de los Cobos, San Roque, Plaza de la Constitución, Cánovas del Castillo (Feria), finalizando en Plaza de la Glorieta. 
- Pasos:
- 1. La Samaritana (José Lozano Roca, 1949). Cofradía de la Samaritana y Cristo Humillado
- 2. Unción de Jesús en Betania (Jesús Azcoytia, 1987). Cofradía de la Santísima Virgen del Primer Dolor
- 3. Oración del Huerto (Francisco Buiza, 1976). Cofradía de la Oración del Huerto y Cruz Triunfante
- 4. Beso de Judas (Mariano Spiteri Sánchez, 1989). Hermandad Beso de Judas
- 5. Jesús Prendido (Ignacio Pinazo Martínez, 1952). Real Cofradía de Jesús Prendido y Stma. Virgen de la Piedad
- 6. Jesús ante Herodes (Jesús Azcoytia, 1985). Cofradía de Jesús ante Herodes
- 7. Cristo Amarrado a la Columna (Francisco Salzillo y Alcaraz, 1756). Hermandad del Cristo Amarrado a la Columna
- 8. Cristo de la Sentencia (Javier Santos de la Hera, 1979). Cofradía del Stmo. Cristo de la Sentencia
- 9. Cristo de la Caída (Anónimo, finales del siglo XVIII). Hermandad del Stmo. Cristo de la Caída
- 10. Cristo de la Misericordia (José Antonio Hernández Navarro, 1992). Hermandad de San Juan Apóstol
- 11. Jesús Nazareno del Calvario (Roque López, 1801 y Arturo Serra Gómez, 1996). Cofradía de Ntro. Padre Jesús Nazareno
- 12. Cristo de la Humildad y Paciencia (Francisco Limón Parra, 2006). Cofradía de Ntro. Padre Jesús Nazareno.
- 13. Elevación a la Cruz (José Antonio Hernández Navarro, 2008). Cofradía del Rollo
- 14. Santo Costado de Cristo (Cristo Crucificado, José Planes Peñalver (1966); Virgen Dolorosa y San Juan, José Sánchez Lozano (1965 y 1966); Dimas y Gestas, José Díez López (1968); y Longinos a caballo, José Planes Peñalver (1972). Cofradía del Santo Costado de Cristo
- 15. Cristo de la Salud (Anónimo, segunda mitad del siglo XVIII). Hermandad del Stmo. Cristo de la Salud
- 16. Santa María Magdalena (Ignacio Pinazo Martínez, 1944). Hermandad de Santa María Magdalena
- 17. Virgen del Primer Dolor (José Sánchez Lozano, 1941). Cofradía de la Santísima Virgen del Primer Dolor

### Procesión del Santo Entierro
- Origen: finales del siglo XVI - principios del siglo XVII
- Horario: 22.00 horas, desde la iglesia de Santa María del Rosario
- Itinerario: Iglesia de Santa María, Santa María, Castelar, Salvador Pérez de los Cobos, San Roque, Plaza de la Constitución, Cánovas del Castillo, Pasos, Iglesia de El Salvador, Calvario, finalizando en la calle Cruces
- Pasos:
- 1. Cristo de la Expiración (Javier Santos de la Hera, 1981). Cofradía del Santo Costado de Cristo
- 2. Santo Costado de Cristo (Cristo Crucificado, José Planes Peñalver (1966); Virgen Dolorosa y San Juan, José Sánchez Lozano (1965 y 1966); Dimas y Gestas, José Díez López (1968); y Longinos a caballo, José Planes Peñalver (1972). Cofradía del Santo Costado de Cristo
- 3. Cristo de la Salud (Anónimo, segunda mitad del siglo XVIII). Hermandad del Stmo. Cristo de la Salud
- 4. Cristo de la Reja (Anónimo, principios del siglo XVII). Hermandad del Stmo. Cristo de la Caída
- 5. Cristo de las Cinco Llagas (José Vázquez Juncal y Francisco Berlanga de Ávila, 1994). Cofradía de Ntro. Padre Jesús Nazareno
- 6. Descendimiento de la Cruz (José Planes Peñalver, 1952). Cofradía del Rollo
- 7. Virgen de las Angustias (José Antonio Hernández Navarro, 1990). Cofradía de Ntro. Padre Jesús Nazareno
- 8. Virgen de La Piedad (Arturo Serra Gómez, 2005). Real Cofradía de Jesús Prendido y Stma. Virgen de la Piedad
- 9. Lamentaciones ante Cristo Muerto (Virgen, Anónimo (segunda mitad del siglo XIX); Cristo, San Juan y Sta. María Magdalena, de José Vázquez Juncal (1995). Cofradía de Jesús ante Herodes
- 10. Traslado al Sepulcro (Cristo, José de Arimatea y Nicodemo (Manuel Romero Ortega, 1993); Virgen de la Misericordia, San Juan y Sta. María Magdalena de Domingo Canana, 2018). Cofradía del Stmo. Cristo de la Sentencia
- 11. Vera Cruz (Alfredo Lerga, 1942). Hermandad de la Vera Cruz y Santo Sepulcro
- 12. Santo Sepulcro (José Planes Peñalver, 1942). Hermandad de la Vera Cruz y Santo Sepulcro
- 13. Santa María Magdalena (Ignacio Pinazo Martínez, 1944). Hermandad de Santa María Magdalena
- 14. San Pedro Apóstol (Juan González Moreno, 1966). Hermandad del Beso de Judas
- 15. San Juan Apóstol (Román y Salvador, 1942). Hermandad de San Juan Apóstol
- 16. Virgen de la Soledad (Ignacio Pinazo Martínez, 1944). Hermandad de Nuestra Señora la Santísima Virgen de la Soledad

## Sábado Santo

### Procesión de la Redención
- Origen: siglo XXI (2009)
- Horario: 19.00 horas, desde la Iglesia Mayor de Santiago Apóstol
- Itinerario: Iglesia Mayor de Santiago (Puerta Norte), Miguel Trigueros, Cruces, Calvario, Amargura, Canalejas, Iglesia de El Salvador, Pasos, Cánovas del Castillo, Plaza de la Constitución, San Roque, finalizando en el Arco de San Roque
- Pasos:
- 1. Ntro. Padre Jesús de la Redención (Antonio José Martínez Rodríguez, 2009). Cofradía de Ntro. Padre Jesús de la Redención

(Único paso de la Semana Santa de Jumilla que procesiona a costal, al estilo andaluz).
- 2. La Guarda del Cuerpo de Cristo (Anónimo, finales del siglo XVI). Cofradía de la Guarda del Cuerpo de Cristo
- 3. Virgen de las Penas (Anónimo, siglo XIX). Cofradía de la Guarda del Cuerpo de Cristo

## Domingo de Resurrección

### La Danza de "El Caracol"
El Caracol, siglo XIX
Danza ritual realizada en la mañana de Domingo de Resurrección por "Los Armaos" de la Hermandad del Cristo Amarrado a la Columna que simboliza la Resurrección de Cristo

### Procesión de Jesús Resucitado
- Origen: siglo XX (1959) 
Procesión creada en 1959 con objeto de completar los desfiles procesionales de Semana Santa con la conmemoración de la Resurrección de Jesucristo. Al finalizar esta se produce el Desfile en el que se lanzan cientos de miles de caramelos, la caramelada entre los participantes y espectadores.
- Horario: 12.00 horas, desde la Plaza del Rollo, tras el Encuentro de Jesús Resucitado y la Virgen Gloriosa 
- Itinerario: Plaza del Rollo, Cánovas del Castillo (Rollo), Plaza de la Glorieta, Cánovas del Castillo (Feria), Plaza de la Constitución, San Roque, Salvador Pérez de los Cobos, Cruces, Calvario, Pasos, finalizando en la Iglesia de El Salvador.
Tras finalizar la procesión se iniciará el desfile con la tradicional CARAMELADA
- Pasos:
- 1. Cruz Triunfante (José Lozano Roca, 1972). Cofradía de la Oración del Huerto y Cruz Triunfante
- 2. San Miguel Arcángel (José María Leal Bernáldez, 2009). Hermandad de Santa María Magdalena
- 3. Santas Mujeres ante el Sepulcro vacío (Francisco Limón Parra, 2004). Cofradía de Jesús ante Herodes
- 4. Jesús Resucitado (José Planes Peñalver, 1959). Hermandad de San Juan Apóstol
- 5. San Pedro Apóstol (Juan González Moreno, 1966). Hermandad Beso de Judas
- 6. Aparición a la Virgen María (Arturo Serra Gómez, 2007). Real Cofradía de Jesús Prendido y Stma. Virgen de la Piedad
- 7. Aparición a Santa María Magdalena (José Antonio Hernández Navarro, 1993). Cofradía del Santo Costado de Cristo
- 8. Aparición de Jesús a los discípulos de Emaús (Arturo Serra Gómez, 1998). Cofradía de Ntro. Padre Jesús Nazareno
- 9. Aparición de Jesús a Santo Tomás (José Antonio Hernández Navarro, 1984). Cofradía del Rollo
- 10. Aparición de Jesús en el Mar de Tiberiades (Antonio Labaña Serrano, 1996). Cofradía del Stmo. Cristo de la Sentencia
- 11. Virgen Gloriosa (José Lozano Roca, 1960). Cofradía de la Santísima Virgen del Primer Dolor